# Walter Young
Pour les articles homonymes, voir Young.
Walter Ernest Young (né le 18 février 1980 à Hattiesburg, Mississippi, États-Unis et mort le 19 septembre 2015 à Purvis, Mississippi) est un joueur de premier but ayant joué dans les Ligues majeures de baseball pour les Orioles de Baltimore en 2005.

## Biographie
Il dispute 14 matchs dans la Ligue majeure de baseball avec les Orioles de Baltimore en 2005 et réussit 10 coups sûrs, dont un circuit, pour une moyenne au bâton de ,303 avec 3 points produits. Il joue la saison suivante en ligues mineures avec des clubs affiliés aux Astros de Houston et aux Padres de San Diego avant d'évoluer de 2007 à 2009 dans le baseball indépendant.
Young, un frappeur gaucher et lanceur droitier, mesurait 6 pieds 5 pouces (1,95 mètre) pour 322 livres (146 kg) à ses débuts avec Baltimore. Il est reconnu comme le joueur le plus lourd à avoir évolué dans les Ligues majeures de baseball, battant en 2005 le record de Jumbo Brown, un joueur ayant évolué en MLB de 1925 à 1941.
Après sa retraite, il est shérif dans le comté de Forrest et agent scolaire dans le comté de Lamar, dans son État natal du Mississippi, en plus de suivre des cours à l'université de Phoenix. Walter Young meurt d'une crise cardiaque le 19 septembre 2015 à l'âge de 35 ans.